# Chaiba
Chaiba est une commune de la wilaya de Tipaza en Algérie.

## Géographie

### Situation
Le territoire de la commune de Chaiba est situé au nord-est de la wilaya de Tipaza, à environ 30 km à l'est de Tipaza.
| Bou Ismaïl | Fouka                             | Koléa |
| Khemisti   | Chaiba                            | Koléa |
| Attatba    | Ouled El Alleug (Wilaya de Blida) | Koléa |

### Relief et hydrographie
Comme Koléa, la commune de Chaiba est composée de deux plaines, une haute sur le sahel et une seconde basse au niveau de la Mitidja. Trois cours d'eau importants s'y rejoignent, l'Oued Chiffa, l'Oued Djer s'y jettent dans l'Oued Mazafran. Une forêt sépare Chaiba de Berbessa sur les contreforts du Sahel.

### Transports
Elle est trabersée par la RN67 qui ceinture la Mitidja par le nord, ainsi que la RN69A qui permet de rejoindre Bou Ismail.

### Localités de la commune
À sa création en 1984, la commune de Chaiba est constituée des localités et domaines suivants : Aïn Messaoud, Berbessa, Chaiba, Saïghr (avec six domaines autogérés), Tekteka.
L'Agglomération Chef-lieu est le village de Chaïba qui fusionné avec Aïn Messaoud et Drimini et trois agglomérations secondaires, Berbessa, Saïghr et Tektaka

## Histoire
Un mausolée dédié à un marabout nommé Sidi Belaïd se trouve près du Haouch Tektaka.
En 1851, trois hameaux, appelés hameaux suisses, ont été créés à Messaoud, Saïghr et Berbessa pour accueillir des colons originaire du valais. Avant l'arrivée des colons, les habitants de Chaïba pratiquaient la pêche de la sangsue dans les marais qui se formaient au niveau de la Mitidja.
La commune de Chaiba a été créée lors du découpage administratif de 1984 détachée de la commune de Koléa.

## Démographie
| 1987  | 1998   | 2008   |
| ----- | ------ | ------ |
| 9 927 | 15 139 | 20 427 |

Populations des différentes agglomérations en 1865 : Chaiba, 136 hab. ; Berbessa, 73 hab. ; Saïghr, 74 hab. ; Messaoud, 54 hab.
Populations des différentes agglomérations en 1902 : Chaiba, 371 hab. ; Berbessa, 171 hab. ; Saïghr, 98 hab. ; Messaoud, 80 hab.
Populations des différentes agglomérations en 1987 : Chaiba, 5 145 hab. ; Berbessa, 1 521 hab., Saïghr, 918 hab.; Tektaka, 795 hab.
Populations des différentes agglomérations en 1998 : Chaiba, 8 272 hab. ; Berbessa, 3 861 hab. ; Saïghr, 1 506 hab. ; Tektaka, 1 500 hab.
Populations des différentes agglomérations en 2008 : Chaiba, 9 631 hab.

## Économie
Commune à vocation agricole, elle possède sur son territoire le complexe industriel de Tonic Emballage sur la route de Bou Ismail.